# Światowy Dzień Kota
Światowy Dzień Kota, Międzynarodowy Dzień Kota (ang. World Cat Day, International Cat Day; wł. Giornata mondiale del gatto) – święto obchodzone 17 lutego, np. we Włoszech (od 1990) i Polsce (od 2006). Ma podkreślić znaczenie kotów w życiu człowieka, niesienie pomocy wolno żyjącym i bezdomnym zwierzętom, które miały kiedyś dom, ale go straciły, a także uwrażliwienie ludzi na często trudny koci los.

## Obchody

### W Polsce
W Polsce obchodzony był po raz pierwszy w 2006 r. z inicjatywy miesięcznika „Kot” i Cat Club Łódź.
Wojciech Albert Kurkowski, pomysłodawca obchodów tego święta, propaguje akcje pomocy bezdomnym kotom pod hasłem „Rasowce – dachowcom”, podczas której kluby felinologiczne zrzeszone w Felis Polonia zbierają dary na rzecz pomocy bezdomnym zwierzętom.
W 2010 roku Fundacja Viva! oraz program „Mój Pies i inne zwierzęta” w TVP Warszawa przyjęły patronat Światowego Dnia Kota. W Centrum Targowo-Kongresowym MT Polska Stowarzyszenie Miłośników Kotów Rasowych Jedynka zorganizowano wystawę kotów rasowych. Towarzyszyła jej akcja pomocy dla kotów bezdomnych i wolno żyjących, dla których zima jest trudnym okresem do przetrwania. Do obchodów Dnia Kota włączyło się również wydawnictwo Multico.
W akcji biorą również udział schroniska dla bezdomnych zwierząt oraz organizacje pro zwierzęce.

### Na świecie
„Dzień kota” obchodzony jest w wielu krajach w innych dniach:
- Japonia – 22 lutego
- Rosja – 1 marca
- Stany Zjednoczone – 29 października[7],
- Wielka Brytania – 8 sierpnia
- Włochy – Dzień Czarnego Kota (od 2007) – 17 listopada[8].